# 有理簇
在數學中的代數幾何領域，域 {\displaystyle K} 上的有理簇是一個雙有理等價於射影空間 {\displaystyle \mathbb {P} _{K}^{n}}（{\displaystyle n\in \mathbb {N} }）的代數簇。有理性僅依賴於其函數域，更明確地說，代數簇 {\displaystyle X} 是有理簇若且唯若 {\displaystyle K(X)\simeq K(T_{1},\ldots ,T_{n})\;(n\in \mathbb {N} )}，其中 {\displaystyle T_{1},\ldots ,T_{n}} 是獨立的變元。

## 古典結果
Lüroth 定理是關於有理簇的基本結論，它斷言：對於有理函數域 {\displaystyle K(T)} 的子域 {\displaystyle L}，若次數 {\displaystyle [K(T):L]} 有限，而 {\displaystyle K} 代數閉，則 {\displaystyle L} 也是個有理函數域。
翻譯成幾何語言，這相當於說：若對代數閉域 {\displaystyle K} 上的代數曲線 {\displaystyle C}，存在滿態射 {\displaystyle \mathbb {P} ^{1}\to C}（或稱分歧覆蓋），則 {\displaystyle C} 是有理簇。
有理簇有一個有用的性質：若 {\displaystyle K} 非有限域，{\displaystyle X} 是 {\displaystyle K}-有理簇，則 {\displaystyle X(K)} 在 {\displaystyle X({\bar {K}})} 中稠密。

## 單有理簇
能由有理簇覆蓋的代數簇稱為單有理簇，用域論的語言來說，即是有理函數域 {\displaystyle K(T_{1},\ldots ,T_{n})} 的子域 {\displaystyle L}，使得 {\displaystyle [K(T_{1},\ldots ,T_{n}):L]} 有限。凡有理簇皆為單有理簇；在一維的情形，Lüroth 定理斷言單一維的有理簇皆是有理簇。
對於複代數曲面，同樣可由 Castelnuovo 定理導出單有理曲面皆為有理簇。但是在特徵 {\displaystyle p>0} 時存在反例。在三維情形， Clemens 與 Griffiths 找出了反例。

## 例子
- 代數群理論中常出現相關的結構；例如約化群皆為單有理簇，約化群對拋物子群的商是有理簇。

## 文獻
- Noether, Emmy, , J. Ber. d. DMV, 1913, 22: 316–319.
- Noether, Emmy, , Mathematische Annalen, 1918, 78: 221–229, doi:10.1007/BF01457099.
- Swan, R. G., , Inventiones Mathematicae, 1969, 7: 148–158, doi:10.1007/BF01389798
- Martinet, J., , , Lecture Notes in Mathematics 180, Berlin, New York: Springer-Verlag, 1971, MR0272580